# Reginald Tyrwhitt
Pour les articles homonymes, voir Tyrwhitt.
Reginald Tyrwhitt, né le 10 mai 1870 à Oxford et mort le 30 mai 1951, est un officier de la Royal Navy.

## Biographie
Reginald Tyrwhitt naît le 10 mai 1870 à Oxford. Il est le fils du révérend Richard St John Tyrwhitt et de Caroline Tyrwhitt (née Yorke). Il rejoint le navire-école HMS Britannia en tant que cadet le 15 juillet 1883. Il est affecté au cuirassé HMS Alexandra dans la Mediterranean Fleet en août 1885 et, après avoir été promu midshipman le 15 décembre 1885, il est nommé au croiseur HMS Calypso dans le squadron d'entraînement en novembre 1888. Il est transféré sur le croiseur blindé HMS Australia en 1889 et, après avoir été promu sous-lieutenant le 14 mars 1890, il est transféré sur le cuirassé HMS Ajax plus tard dans l'année.